# José Manuel Bar Cendón
José Manuel Bar Cendón (Vigo, 13 de agosto de 1955) es un político y funcionario español, secretario de Estado de Educación entre 2022 y 2024. Anteriormente fue director general de Planificación Educativa y Gestión Educativa.
Licenciado en Filosofía, Ciencias de la Educación y Psicología por la Universidad de Santiago de Compostela en 1978, ingresó en el Cuerpo de Inspectores de Educación en 1980 y se afincó en las Islas Baleares. Allí se afilió al Partido Socialista de las Islas Baleares. Ha trabajado como profesor asociado en la Universidad de las Islas Baleares entre 1997 y 2004 y también ha sido profesor de Enseñanza Secundaria, especialista en Ciencias Sociales, Geografía e Historia y en Psicología-Pedagogía. Como inspector de Educación, actualmente en situación de servicios especiales por asumir cargo público, es coordinador Demarcación de Ibiza y Formentera. En el ámbito político, ha sido director insular de la Administración General del Estado en Baleares de 2004 a 2008, y diputado nacional por las mismas al Congreso de los Diputados entre 2008 y 2011.
En agosto de 2021 fue nombrado director general de Planificación y Gestión Educativa del Ministerio de Educación y Formación Profesional. Cesó como director general en mayo de 2022 para pasar a ser secretario de Estado de Educación. Cesó en agosto de 2024, por motivos personales. Por sus servicios, se le concedió la Gran Cruz de la Orden Civil de Alfonso X el Sabio.